# بعشا
بعشا (بالعبرية: בַּעְשָׁא) هو ثالث ملوك مملكة إسرائيل الشمالية، وهو ابن أخيّا من سبط يساكر.

## فترة حكمه
أصبح بعشا ملك إسرائيل في السنة الثالثة لحكم آسا ملك يهوذا، وأرخ وليام أولبرايت عهده من 900 إلى 877 قبل الميلاد، بينما أرخ إدوين ثيلي عهده من 909 إلى 886 قبل الميلاد. وصل بعشا إلى الحكم عن طريق قتل الملك السابق ناداب، كان باشا نقيبًا في جيش ناداب فتآمر عليه وقتله في جيثون، وقتل بعشا ما تبقى من العائلة المالكة من بيت يربعام.
استمر حكمه لمدة 24 عامًا، كان بعشا في حالة حرب دائمة مع آسا ملك يهوذا، وتحالف مع آرام وسعى إلى خنق تجارة يهوذا عن طريق تحصين الرامة، وهي مدينة على بعد خمسة أميال شمال القدس. ثم قام ملك آسا ملك يهوذا برشوة الملك بنهدد الأول ملك آرام دمشق، مما أجبر بعشا على الانسحاب من الرامة. 